# Марк Феттес
Марк Феттес (англ. Mark Fettes; нар. 21 червня 1961 року, США) — канадський біолог і діяч есперанто-руху, президент Всесвітньої асоціації есперанто з 2013 року.

## Біографія
Народився в США, у десятирічному віці переїхав з родиною до Нової Зеландії. В останньому класі середньої школи отримав стипендію на навчання в Кембриджському університеті, де отримав вчений ступінь в галузі природничих наук. Проводив дослідження в області молекулярної генетики в Університеті Британської Колумбії (Канада) і в 1986 році захистив дисертацію, після чого поступово відійшов від наукової роботи і повністю присвятив себе есперанто-руху.

### Участь у есперанто-русі
Марк вивчив есперанто в 14-річному віці, за активної допомоги свого дядька Кристофера Феттеса — ірландського есперантиста і громадського діяча. Під час навчання в Кембриджі Марк брав активну участь в русі есперантистів, був членом місцевого оргкомітету 69-го Всесвітнього конгресу есперантистів, що проходив в Ванкувері в 1984 році.
Віддалившись від наукової роботи, Марк Феттес почав працювати в центральному апараті Всесвітньої есперанто-асоціації (UEA). З січня 1987 року по грудень 1991 року редагував журнал Эсперанто — головне видання Всесвітньої есперанто-асоціації, а також відновив інформаційний відділ UEA і здобув популярність як організатор. У 1990 році Феттес написав есе на тему «Одна мова для Європи», яке було удостоєно нагороди Асоціації європейських досліджень.
У 1990 році М. Феттес одружився з канадкою Беверлі Олдс, і в 1992 році переїхав з родиною до Оттави.
У 1992 році на 77-му Всесвітньому конгресі есперантистів у Відні він був обраний до складу Правління UEA, в 1994—1996 роках був Генеральним секретарем UEA. На 81-му Всесвітньому конгресі есперантистів в Празі в 1996 році Марк Феттес був в числі розробників Празького маніфесту і організував перший Нітобе-симпозіум, праці якого пізніше з'явилися в книзі «До лінгвістичної демократії» (есп. Al lingva demokratio).
У 1992—1995 роках М. Феттес був редактором рубрики «Всесвітнє село» (есп. La monda vilaĝo) в есперантистському щомісячнику «Монато». У 2000 році Феттес отримав докторський ступінь у Торонтському університеті, і в тому ж році переїхав з родиною до Ванкувера. З 2001 року працює на факультеті освіти університету Саймона Фрейзера (Ванкувер).
Починаючи з 1995 року, М. Феттес співпрацює з дослідницькою організацією Esperantic Studies Foundation (ESF), в 2000 році став її першим генеральним директором. У 2001 році організував колоквіум «есперанто і освіта» в американському місті Арлінгтон, що призвело до створення проектів edukado.net і lernu.net. Після влаштування в університет Саймона Фрейзера, Феттес залишився віце-президентом і членом ради ESF, де працює й до теперішнього часу, відповідає за співпрацю ESF із E@I й інші проєкти.
20 липня 2013 року на 98-му Всесвітньому конгресі есперантистів у Рейк'явіку Марк Феттес був обраний президентом UEA. У Правлінні UEA він керує напрямком «Управління розвитком» і відповідає за стратегічне планування, фінанси, роботу центрального апарату, політику щодо Всесвітніх конгресів есперантистів і Всесвітньої молодіжної організації есперантистів, роботу Центру досдіджень і документації з проблем світових мов і сайт uea.org.

### Діти
У Марка Феттеса троє дітей: Адріан (1994 р.н.), Кетлін (1997 р.н.) і Гевін (2001 р.н.), всі троє вільно розмовляють мовою есперанто.